# 793 Arizona
A 793 Arizona (ideiglenes jelöléssel 1907 ZD) a Naprendszer kisbolygóövében található aszteroida. Percival Lowell fedezte fel 1907. április 9-én.